# Ocotea rigidifolia
Ocotea rigidifolia är en lagerväxtart som beskrevs av André Joseph Guillaume Henri Kostermans. Ocotea rigidifolia ingår i släktet Ocotea och familjen lagerväxter. Inga underarter finns listade i Catalogue of Life.